# Municipio di Charlottenburg
Il municipio di Charlottenburg (in tedesco Rathaus Charlottenburg) è la sede del distretto di Charlottenburg-Wilmersdorf. Si trova sulla Otto-Suhr-Allee, nel quartiere omonimo. È posto sotto tutela monumentale (Denkmalschutz).

## Storia
Il Rathaus fu costruito dal 1899 al 1905 come municipio dell'allora città di Charlottenburg (oggi quartiere di Berlino). Fu inaugurato in occasione del 200º anniversario dalla fondazione della città.
Nel 1920, con la creazione della "Grande Berlino", il Rathaus fu adibito a sede del distretto di Charlottenburg.
Dal 2001 ospita la sede del distretto di Charlottenburg-Wilmersdorf.

## Architettura
Il Rathaus fu costruito su progetto degli architetti Heinrich Reinhardt e Georg Süßenguth (autori anche dei municipi di Spandau e Steglitz) in sfarzoso stile guglielmino, per rappresentare la potenza e la ricchezza dell'allora città borghese di Charlottenburg. In particolare, la torre di 86 m di altezza superava la cupola del castello.
Già nel 1911 si rese necessario un ampliamento, realizzato su progetto dell'arch. Heinrich Seeling.
Gravemente danneggiato dai bombardamenti della seconda guerra mondiale, fu ricostruito nel 1947-52.